# Geotrypetes angeli
Geotrypetes angeli é uma espécie de anfíbio gimnofiono. Está presente na Serra Leoa e na Guiné, sendo conhecida de três localidades, Labe e Beyla, na Guiné e Tingi Hills, na Serra Leoa.